# Palazzo Mattei-Albani-Del Drago
Il Palazzo Mattei-Albani-Del Drago, noto anche come Palazzo Albani Del Drago, già Palazzo Mattei al Quirinale e Palazzo Mattei alle Quattro Fontane, è un edificio storico di Roma, situato sul colle Quirinale, presso l'incrocio delle Quattro Fontane. La denominazione in uso gli deriva dall'essere stato la residenza delle importanti famiglie nobili romane dei Mattei, degli Albani e dei Del Drago.

## Storia

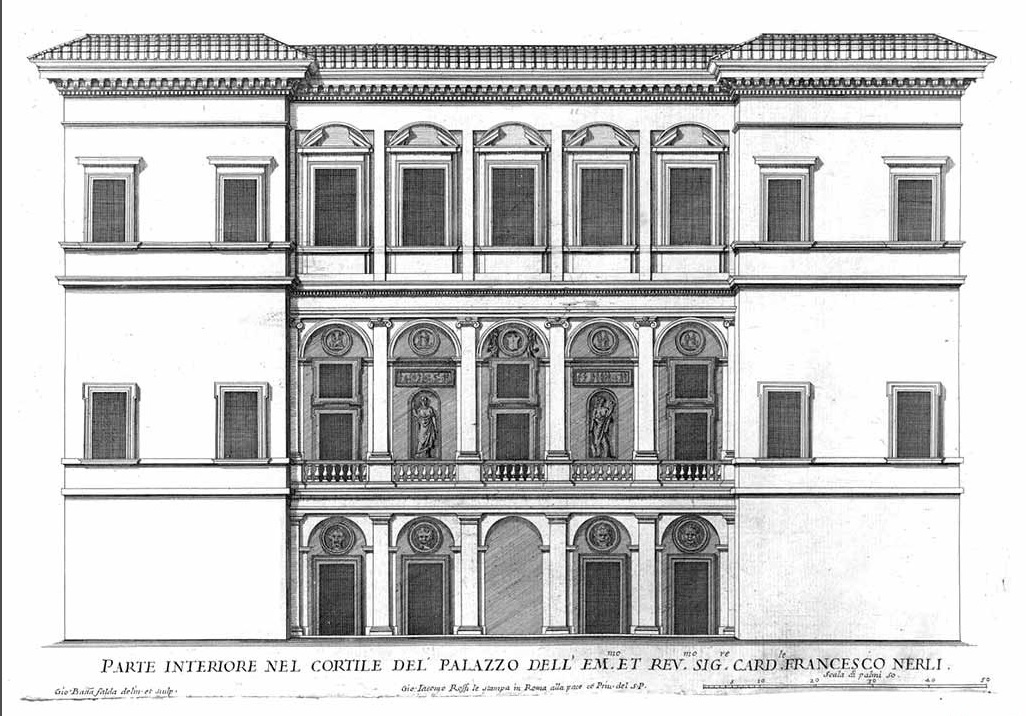
Cortile disegnato da Giovanni Battista Falda

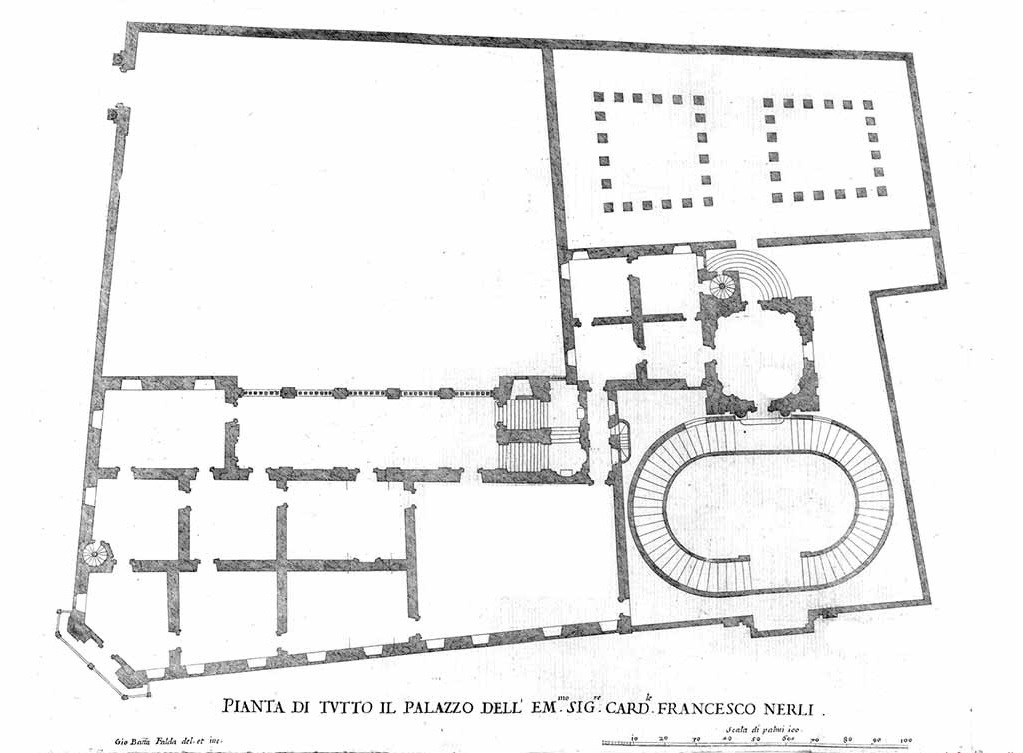
Pianta del palazzo nel sec. XVII

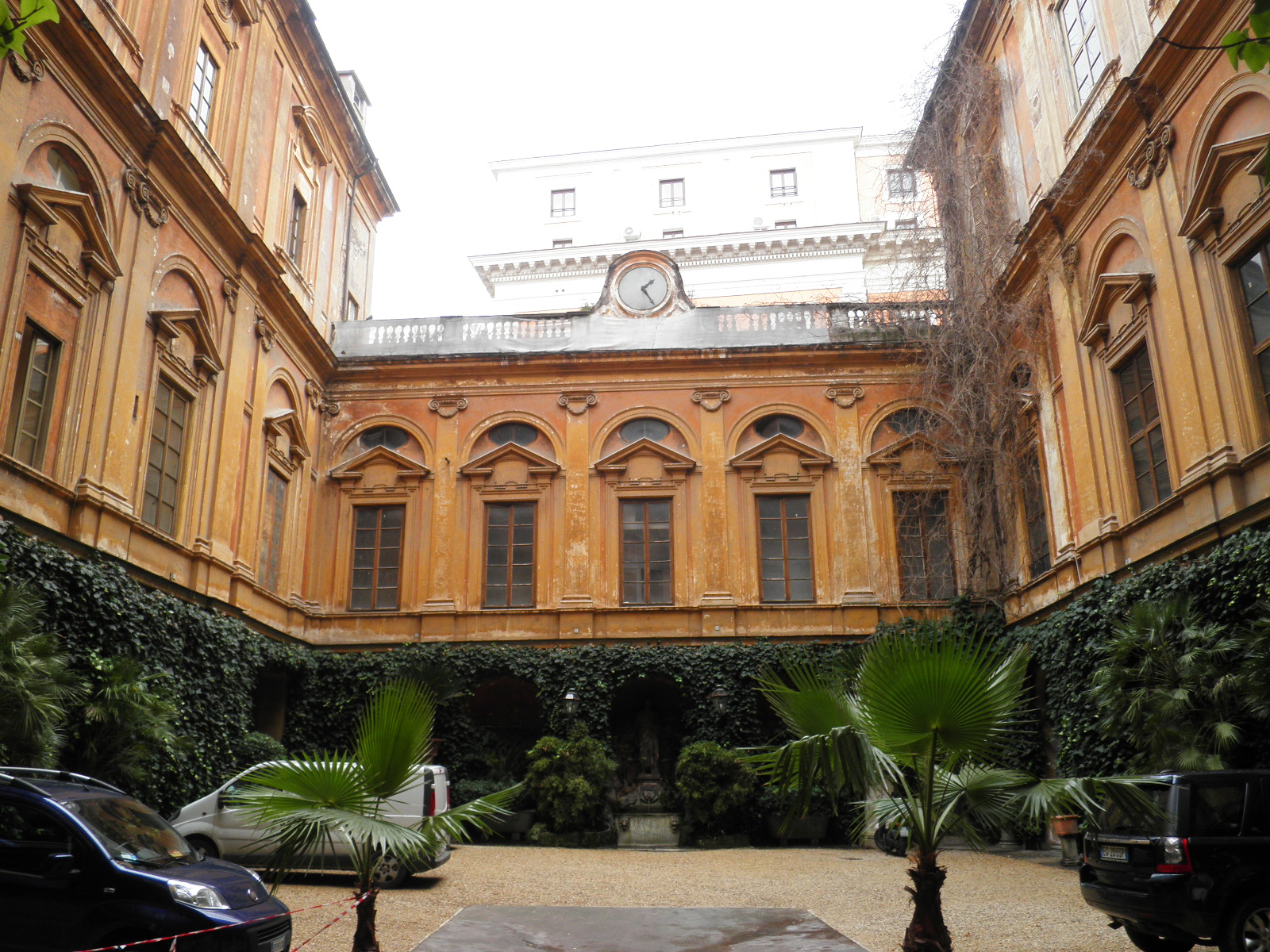
Cortile interno del palazzo

Il palazzo fu realizzato con molta probabilità da Domenico Fontana tra il 1587 e il 1590 per Muzio Mattei in una sua vigna sul Quirinale, in concomitanza dei grandi lavori di livellamento e di costruzione della strada Felice (che andava a intersecare in quel punto la strada Pia) che erano in atto in quegli anni in quell'area per opera dei papi Pio IV, Gregorio XIII e Sisto V. Nell'ambito dello stesso progetto urbanistico, attorno al nuovo incrocio formatosi, furono realizzate da Francesco Borromini quattro fontane monumentali (la cui costruzione fu parzialmente finanziata da Muzio stesso), una delle quali, quella dell'Arno, fu incastonata nell'angolo del palazzo in costruzione.
L'edificio fu poi acquistato nel 1664 dal cardinale Carlo Massimo dalle monache di Santa Teresa a lui confinante alle quali lo aveva ceduto Giuliano Cesarini che lo aveva tenuto per pochissimi anni, al quale succedette nel 1677 un altro cardinale, Francesco Nerli che insieme all'edificio aveva acquistato parte della collezione del cardinale Massimo.
Alla sua morte, nel 1708, il palazzo passa per eredità all'ospedale dei pazzi di Piazza Colonna, venne poi acquistato nel 1721 per 23 000 scudi da un terzo porporato, Alessandro Albani, o più probabilmente dal fratello Carlo che grazie all'opera attribuita ad Alessandro Specchi, vi apportarono importanti modifiche, con l'allungamento sulla strada Pia (via XX Settembre) trasformando la loggia del primo piano in galleria, che venne chiusa con affreschi di Giovanni Paolo Pannini, lavori che vennero commissionati sin dal 1720. Il medesimo Specchi curò anche il giardino e la costruzione di una torretta belvedere, situata all'angolo del quadrivio delle Quattro Fontane, sopra la fontana dell'Arno.
Il cardinale Albani arricchì l'interno con il grande patrimonio di statue antiche e dipinti della collezione di famiglia, che venne poi trasferito nella villa di via Salaria, allestendovi anche un'imponente biblioteca. Le sale del pianterreno e gli appartamenti del piano nobile sono resi comunicanti da uno scalone principale che prende avvio dal cortile maggiore. Nel 1721 furono avviati altri lavori di ampliamento da Filippo Barigioni. Da segnalare le decorazioni barocche dei soffitti di alcune stanze al primo piano commissionate a Giovanni Odazzi nel 1722. Nel 1798 il palazzo e la villa Albani subirono il saccheggio delle truppe francesi e molte opere d'arte in essi conservati vennero trafugate e molte di esse vennero ritrovate anche nelle collezioni imperiali a Vienna.
Nel 1858 ai Chigi eredi degli Albani, subentrò a metà dell'Ottocento la regina Maria Cristina, vedova di Ferdinando VII di Spagna che acquista il palazzo per la figlia Milagros sposata a Filippo Massimiliano Del Drago, i cui eredi continuarono nella proprietà dell'edificio che ancora detengono. Altri lavori di restauro e sopraelevazione vennero effettuati nel XX secolo per opera di Clemente Busiri Vici.

## Galleria d'immagini

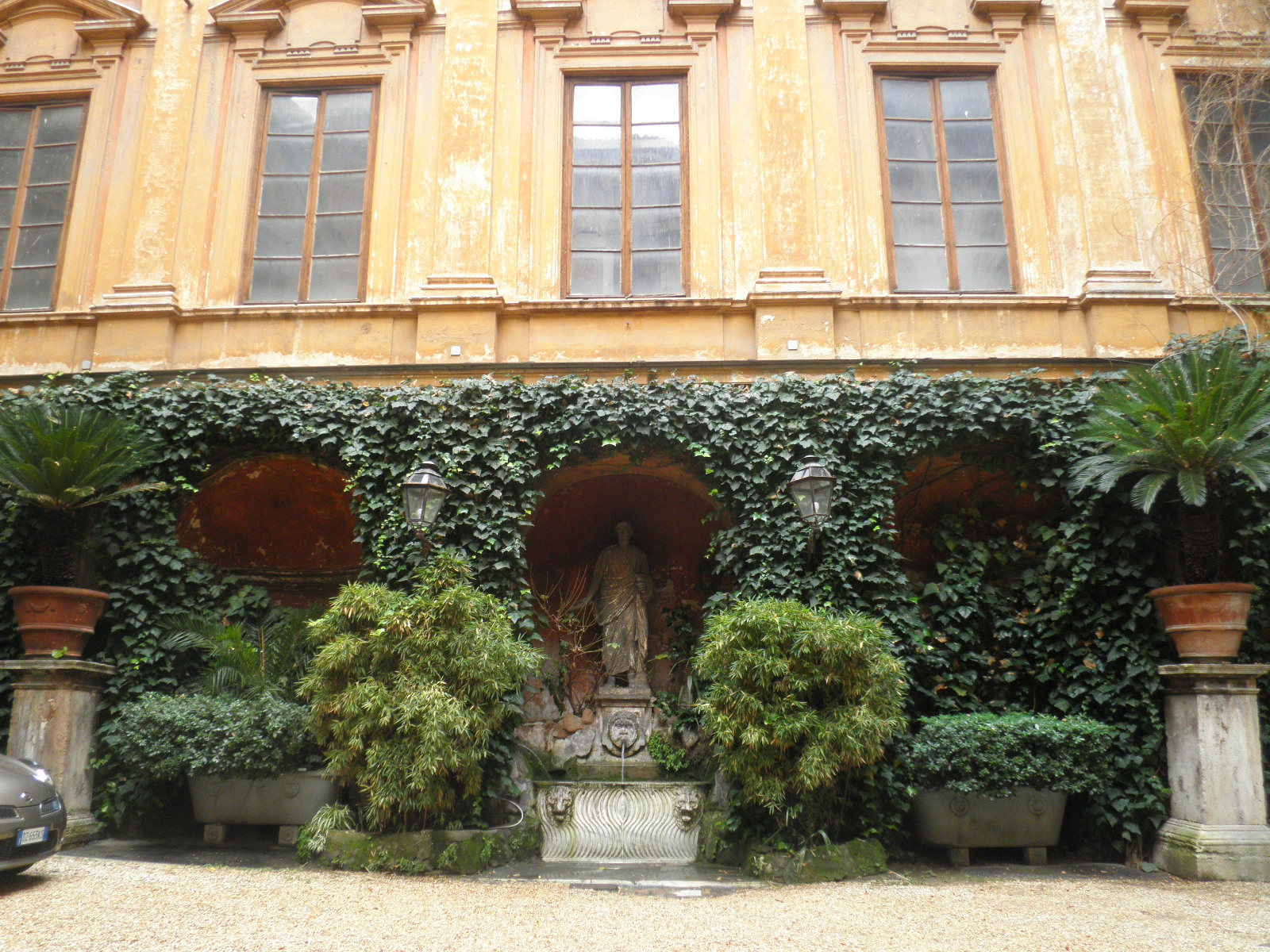
Particolare del ninfeo
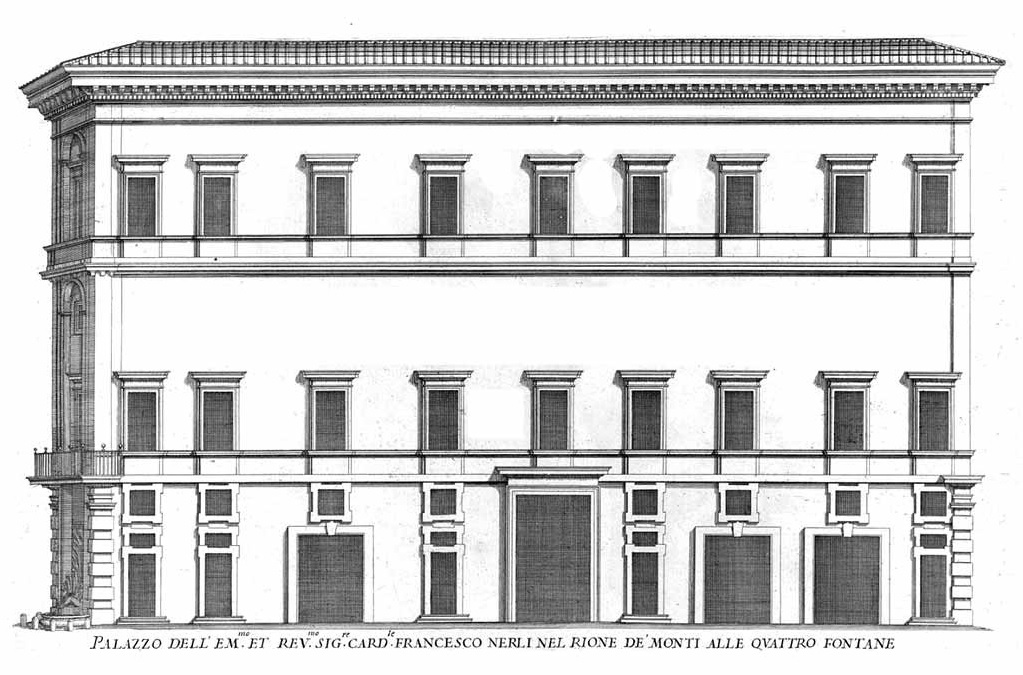
Facciata su via Quattro Fontane disegnata da G.B. Falda
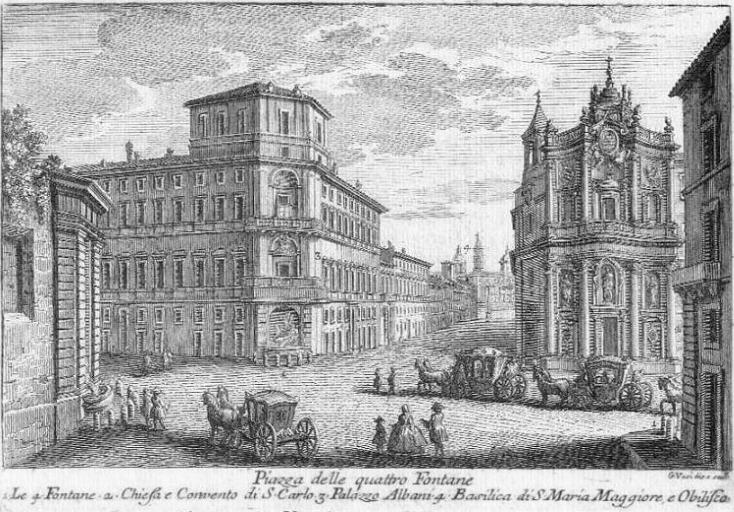
Il palazzo in un incisione di Giuseppe Vasi